# معركة لتل بيج هورن
معركة لتل بيج هورن (تعرف أيضا باسم معركة حقل العشب الدهني) (25 - 26 يونيو 1876) وقعت بين مقاتلين متحالفين من الهنود الحمر من قبائل لاكوتا وشايان الشماليين وأراباهو من جهة وفوج الفرسان السابع في الجيش الأمريكي من جهة أخرى. وقعت الحرب قرب نهر لتل بيج هورن شرقي مونتانا، وكان الهنود بقيادة الثور الجالس والجواد الجامح.
المعركة اكتسبت شهرة كبيرة حتى باتت أشهر معارك الحروب الأمريكية الهندية، وقد سجلت المعركة نصراً مهماً لصالح الهنود الحمر على فوج الفرسان الذي كان تحت قيادة جورج أرمسترونج كاستر. كاستر نفسه قتل في المعركة. ورغم شهرة المعركة إلا أنها لم تكن المعركة التي وقع فيها أكبر عدد من الضحايا في قوات الولايات المتحدة على يد الهنود الحمر (أكبر عدد من الضحايا في قوات الولايات المتحدة وقع في معركة واباش عام 1791).

## خلفية

### ساحة المعركة والمناطق المحيطة بها
في عام 1805، أفاد تاجر الفراء فرانسوا أنطوان لاروك بالتحاقه مخيم شعب كرو في منطقة يلوستون. لاحظ في الطريق أن شعب الكرو يصطادون الجاموس في «نهر سمول هورن». قام تاجر الفراء مانويل ليزا المقيم في سانت لويس ببناء حصن رايموند في عام 1807 للتجارة مع شعب كرو. تموقع بالقرب من التقاء نهري يلوستون وبيغ هورن، على بعد حوالي 40 ميلًا (64 كم) شمال ساحة المعركة المستقبلية. ذُكرت المنطقة لأول مرة في معاهدة فورت لارامي عام 1851.
في النصف الأخير من القرن التاسع عشر، ازدادت التوترات بين السكان الأصليين في السهول الكبرى للولايات المتحدة وزحف المستوطنين. أدى ذلك إلى سلسلة من النزاعات المعروفة باسم حروب السو، والتي حدثت بين منذ 1854 حتى 1890. في حين وافق بعض السكان الأصليين في النهاية على الانتقال إلى محميات آخذة بالتقلص، قاوم عدد منهم وأحيانًا بشدة.
في 7 مايو 1868، أصبح وادي لتل بيغ هورن عبارة عن مسلك في الجزء الشرقي من محمية كرو الهندية الجديدة وسط الموطن القديم لشعب كرو. نشبت العديد من المناوشات بين قبائل السو والكرو، لذلك عندما تواجد السو في الوادي عام 1876 دون موافقة قبيلة كرو، دعم كرو الجيش الأمريكي لطردهم (على سبيل المثال، جُند أفراد الكرو باسم كشافة الجيش وقاتل محاربو الكرو في معركة روزباد القريبة).
تُعرف ساحة المعركة باسم «غريزي غراس» أي «العشب الزيتي» لدى لاكوتا السو وداكوتا السو والشايان ومعظم هنود السهول الآخرين؛ ومع ذلك، في الروايات المعاصرة للمشاركين، أُشير إليها باسم «وادي الزعماء».

### شعائر رقصة الشمس 1876
بين قبائل السهول، كان التقليد الاحتفالي الطويل الأمد المعروف برقصة الشمس أهم حدث ديني في العام. إنه وقت الصلاة والتضحية الشخصية من أجل المجتمع، وكذلك تقديم الوعود الشخصية. قرب نهاية ربيع عام 1876، أقام شعب لاكوتا والشايان رقصة الشمس التي حضرها أيضًا عدد من «ممثلي الهنود» الذين هربوا بعيدًا عن محمياتهم. خلال رقصة الشمس في 5 يونيو 1876، غلى ضفاف روزباد كريك في مونتانا، ورد أن الثور الجالس، الزعيم الروحي لهونكابا لاكوتا، جاءته رؤية «لجنود يسقطون في معسكره كالجنادب من السماء». في الوقت نفسه، كان المسؤولون العسكريون الأمريكيون يقومون بحملة صيفية لإجبار لاكوتا وشايان على العودة إلى محمياتهم، مستخدمين المشاة وسلاح الفرسان فيما يسمى «النهج ثلاثي الأبعاد».

### حملة عسكرية أمريكية 1876
سار رتل العقيد جون غيبون المكون من ست سرايا (إيه، بي، إي، إتش، آي، كاي) من فوج المشاة السابع وأربع سرايا (إف، جي، إتش، إل) من فوج الفرسان الثاني، سار شرقًا من حصن إيليس في مونتانا الغربية في 30 مارس للقيام بدوريات في نهر يلوستون. سار رتل العميد الجنرال جورج كروك المكون من عشر سرايا (إيه، بي، سي، دي، إي، إف، جي، آي، إل، إم) من فوج الفرسان الثالث، وخمس سرايا (إيه، بي، دي، إي، آي) من فوج الفرسان الثاني، وسريتين (دي، إف) من فوج المشاة الرابع، وثلاث سرايا (سي، جي، إتش) من فوج المشاة التاسع، سار شمالًا من حصن فيترمان في منطقة وايومنغ في 29 مايو، متجهين نحو منطقة نهر باودر. غادر رتل العميد ألفريد تيري المؤلف من اثنتي عشرة سرية (إيه، بي، سي، دي، إي، إف، جي، إتش، آي، كاي، آي، إم) من فوج الفرسان السابع تحت قيادة المقدم جورج أرمسترونغ كاستر مباشرة، والسريتين سي وجي من فوج المشاة 17، وكتيبة بندقية غاتلينغ التابعة لفوج المشاة العشرين، اتجه غربًا من حصن أبراهام لنكولن في إقليم داكوتا في 17 مايو. رافقهم سائقو شاحنات وحمالاون مع 150 عربة وقوة ضخمة من البغال التي عززت كاستر. تحركت السرايا سي ودي وآي من فوج المشاة السادس على طول نهر يلوستون من حصن بوفورد على نهر ميزوري لإنشاء مستودع إمداد وانضمت إلى تيري في 29 مايو عند مصب نهر باودر. ثم انضمت إليهم هناك في وقت لاحق الباخرة فار ويست المحملة بمئتي طن من الإمدادات من حصن أبراهام لنكولن.

#### تشكيل الفرسان السابع
أُنشئ سلاح الفرسان السابع بعد الحرب الأهلية الأمريكية مباشرة. العديد من الجنود كانوا من قدامى المحاربين، بما في ذلك معظم الضباط الكبار. كان جزء كبير من الفوج قد خدم سابقًا لمدة 4 سنوات ونصف في حصن رايلي، كانساس، وخلال تلك الفترة خاض معركة واحدة كبيرة والعديد من المناوشات، ما أدى إلى سقوط 36 قتيلًا و 27 جريحًا. ولقي ستة جنود آخرين حتفهم غرقًا و51 في أوبئة الكوليرا. في نوفمبر 1868، أثناء تمركزه في كانساس، نجح سلاح الفرسان السابع بقيادة كاستر بهزيمة معسكر بلاك كيتل جنوب شايان على نهر واشيتا في معركة نهر واشيتا، وهو الهجوم الذي وصفه مكتب الشؤون الهندية في ذلك الوقت بأنه «مذبحة للهنود الأبرياء».
بحلول وقت معركة ليتل بيغ هورن، نصف سرايا سلاح الفرسان السابع كانت قد عادت للتو من 18 شهرًا من الخدمة الشرطية في أعماق الجنوب، بعد أن تم استدعاؤها إلى حصن أبراهام لنكولن، إقليم داكوتا لإعادة تجميع الفوج للحملة. جُند نحو 20% من القوات في الأشهر السبعة السابقة (139 من ضمن قائمة المجندين البالغة 718)، وتم تدريبهم بصورة طفيفة ولم يكن لديهم خبرة قتالية أو حدودية. نحو 60% من هؤلاء المجندين كانوا أمريكيين، والباقي مهاجرين أوروبيين (معظمهم أيرلنديون وألمان) - تمامًا كالعديد من المحاربين القدامى قبل تجنيدهم. تشير الأدلة الأثرية إلى أن العديد من هؤلاء الجنود كانوا يعانون من سوء التغذية وفي حالة بدنية سيئة، على الرغم من كونهم الفوج الأفضل تجهيزًا وعتادًا في الجيش.
من بين 45 ضابطًا و718 جنديًا تم تعيينهم بعد ذلك في سلاح الفرسان السابع (بما في ذلك ملازم ثانٍ منفصل من فوج المشاة العشرين ويعمل في السرية إل)، 14 ضابطًا (بما في ذلك قائد الفوج) و 152 جنديًا لم يرافقوا الفوج السابع خلال الحملة. كان قائد الفوج، العقيد صموئيل دي ستورجيس، في مهمة منفصلة كمشرف على خدمة التجنيد الخيالة وقائد مستودع الفرسان في سانت لويس بولاية ميزوري، وترك المقدم كاستر لقيادة الفوج. لم تكن نسبة القوات الانفصالية لأداء مهام أخرى (نحو 22%) غير اعتيادية بالنسبة لجملة بهذا الحجم، وكان جزء من نقص الضباط مزمنًا، بسبب نظام الأقدمية الصارم في الجيش: ثلاثة من الإثني عشر قائدًا للفوج فُصلوا بشكل دائم، واثنان منهم لم يعملا يومًا مع الفوج السابع منذ تعيينهما في يوليو 1866. كانت هناك أيضًا ثلاث وظائف شاغرة لملازم ثاني (في السرايا إي وإتش وإل).

## الخسائر
تفاوتت تقديرات الضحايا من الهنود الحمر بين 36 إلى 136 قتيل مقابل 268 قتيل في الطرف الأمريكي.